# Gelisol

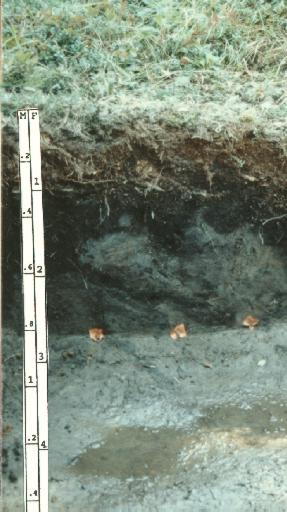
Un perfil de Gelisol

Los gelisoles son un orden en la taxonomía de suelos del USDA. Son suelos de climas muy fríos que se definen como aquellos que contienen permafrost a dos metros de la superficie del suelo. La palabra "Gelisol" proviene del latín gelare que significa "congelar", una referencia al proceso de crioturbación que se produce a partir de la alternancia de descongelación y congelación característica de los Gelisoles.
En la Base de Referencia Mundial de Recursos Suelos (WRB), la mayoría de los Gelisoles pertenecen a los Criosoles. En la taxonomía de suelos, los gelisoles destacan antes que los histosoles. En la WRB, los Histosoles salen antes que los Cryosoles. Los suelos de permafrost orgánico son, por lo tanto, gelisoles (histels) en la taxonomía de suelos e histosoles (histosoles críicos) en la WRB.
Estructuralmente, los Gelisoles pueden tener un horizonte B y más comúnmente tener un horizonte A y/o un horizonte O descansando sobre el permafrost. Debido a que la materia orgánica del suelo se acumula en la capa superior, la mayoría de los Gelisoles son de color negro o marrón oscuro, seguidos de una capa mineral poco profunda. A pesar de la influencia de la glaciación en la mayoría de las áreas donde se encuentran los Gelisoles, químicamente no son muy fértiles porque los nutrientes, especialmente el calcio y el potasio, se lixivian muy fácilmente por encima del permafrost. El permafrost restringe en gran medida el uso técnico de los gelisoles, ya que las grandes estructuras (por ejemplo, edificios) se hunden a medida que la tierra helada se derrite cuando se colocan.
Los gelisoles se encuentran principalmente en Siberia, Alaska y Canadá. Se encuentran áreas más pequeñas en los Andes (principalmente cerca de la intersección entre Chile, Bolivia y Argentina), el Tíbet, el norte de Escandinavia y las partes libres de hielo de Groenlandia y la Antártida. Los gelisoles fósiles se conocen desde la edad de hielo precámbrica, hace 900 millones de años.